# 1818 en musique classique
| \| • Retour à la chronologie générale de la musique classique • \| |
| Grèce • Rome • Haut Moyen Âge • VIIIe siècle • IXe siècle • Xe siècle • XIe siècle XIIe siècle • XIIIe siècle • XIVe siècle • XVe siècle • XVIe siècle • XVIIe siècle XVIIIe siècle • XIXe siècle • XXe siècle • XXIe siècle |
| • Retour à la chronologie générale de la musique classique • |

| Années en musique classique : 1815 - 1816 - 1817 - 1818 - 1819 - 1820 - 1821    |
| Décennies en musique classique : 1780 - 1790 - 1800 - 1810 - 1820 - 1830 - 1840 |

Cet article présente les faits marquants de l'année 1818 en musique.

## Événements
- Février : fin de la composition de la Symphonie no 6 de Schubert.
- 5 mars : Mosè in Egitto, opéra de Gioachino Rossini, créé au Teatro San Carlo de Naples.
- 15 septembre : Sonate en si bémol majeur no 29, opus 106 (Hammerklavier), de Beethoven, publiée.
- 14 novembre : Enrico di Borgogna, premier opéra représenté de Gaetano Donizetti, créé à Venise.
- 3 décembre : création de Ricciardo e Zoraide de Rossini, au San Carlo de Naples[1].
- 17 décembre : Una follia, opéra de Gaetano Donizetti, créé à Venise (partition perdue).

Date indéterminée
- Franz Schubert devient le professeur de musique de la famille du prince Esterhazy. Il compose ses Lieder.

## Prix de Rome
1er Prix non attribué, 2e Prix : Aimé Leborne avec la cantate Jeanne d'Arc.

## Naissances

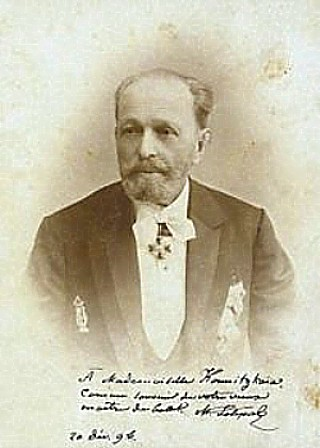
Marius Petipa

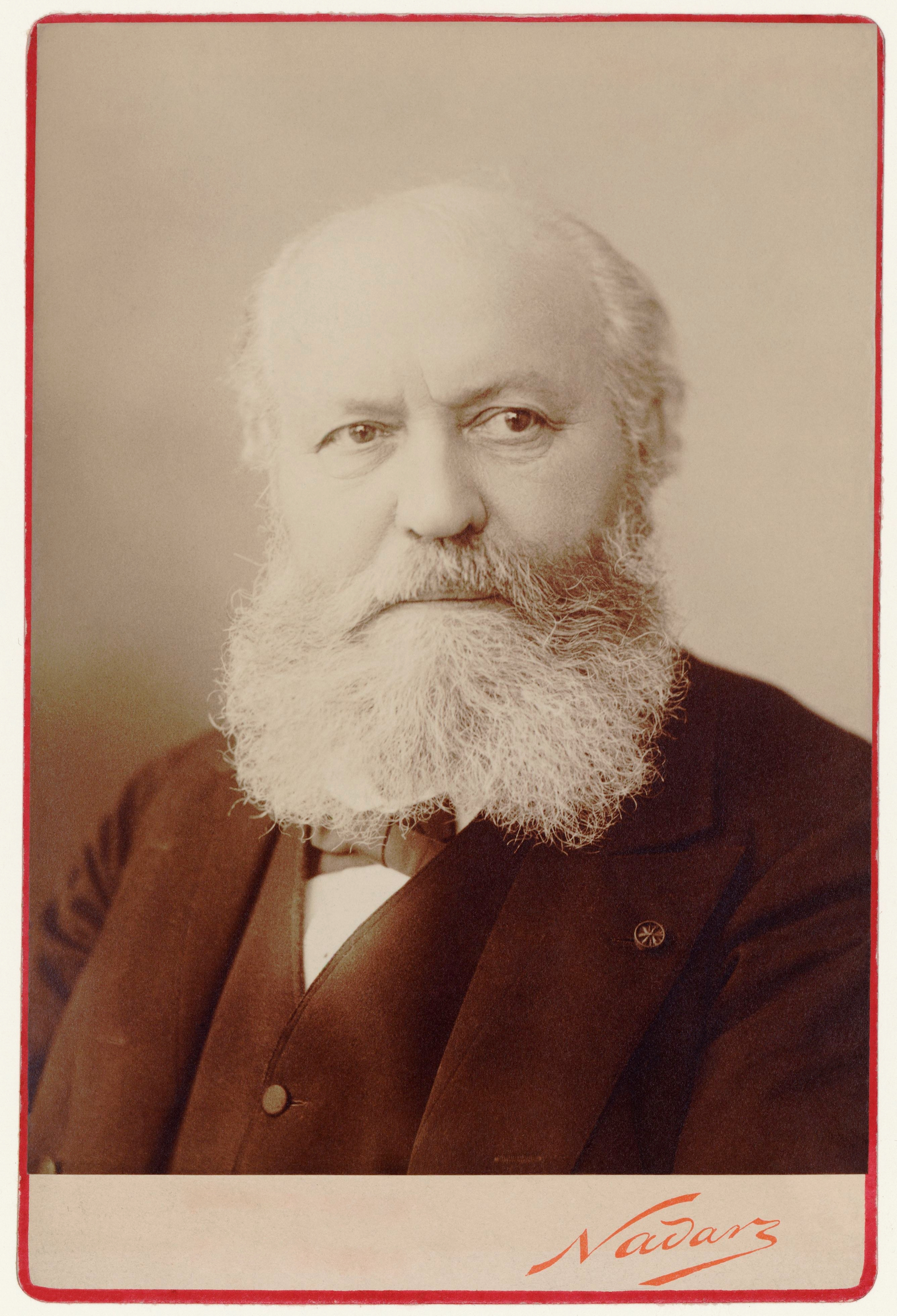
Charles Gounod

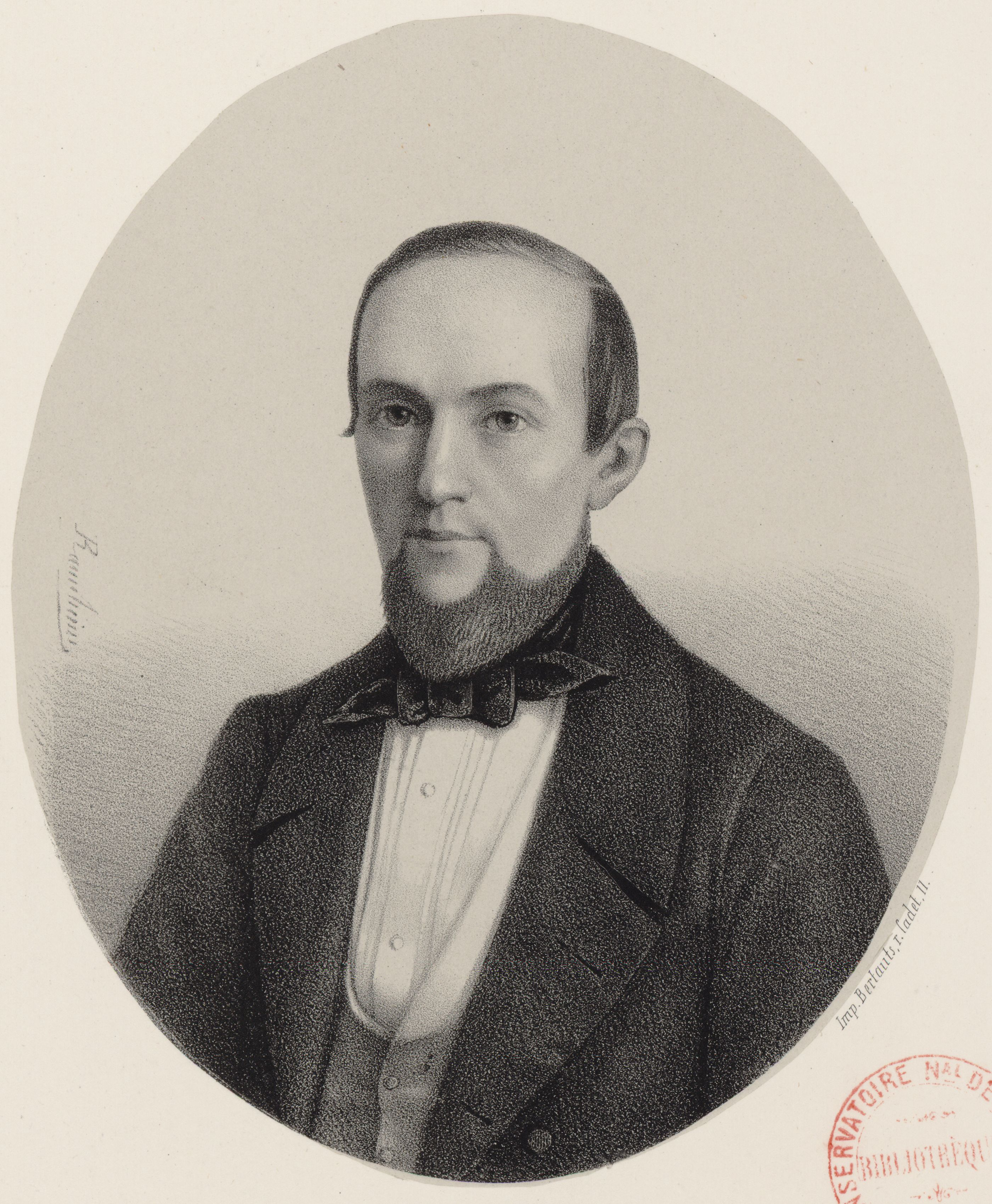
Jacques Louis Battmann

- 4 janvier : Carl Helsted, compositeur danois († 7 juin 1904).
- 25 janvier : Théodore Mozin, compositeur français († 16 novembre 1850).
- 6 février : Henry Litolff, pianiste et compositeur français († 6 août 1891).
- 17 février : Jan Nepomuk Maýr, ténor d'opéra, directeur d'opéra, chef d'orchestre, compositeur et professeur de musique tchèque († 25 octobre 1888).
- 18 février : Marianna Barbieri-Nini, soprano italienne chanteuse d'opéra († 27 novembre 1887).
- 2 mars : Giulio Briccialdi, flûtiste et compositeur italien († 17 décembre 1881).
- 11 mars :
  - Antonio Bazzini, violoniste et compositeur italien († 10 février 1897).
  - Marius Petipa, danseur, maître de ballet et chorégraphe français († 14 juillet 1910).
- 27 mars : Erminia Frezzolini, soprano italienne († 5 novembre 1884).
- 19 avril : Manuel Saumell, compositeur cubain († 14 août 1870).
- 25 avril : Marek Sokołowski, guitariste et compositeur polonais († 25 décembre 1883).
- 20 mai : Jean-Henri Ravina, pianiste et compositeur français († 30 septembre 1906).
- 3 juin : Antonio Neumane, compositeur, pianiste et chef d'orchestre équatorien († 3 mars 1871).
- 10 juin : Clara Novello, soprano britannique († 12 mars 1908).
- 13 juin : Livia Frege, soprano allemande († 22 août 1891).
- 17 juin : Charles Gounod, compositeur français († 18 octobre 1893).
- 28 juin : Cesare Ciardi, flûtiste et compositeur italien († 13 juin 1877).
- 24 juillet : Félix Godefroid, harpiste et compositeur belge († 12 juillet 1897).
- 25 août : Jacques Louis Battmann, organiste et compositeur français († 7 juillet 1886).
- 30 août : Friedrich Ladegast, facteur d'orgue allemand († 30 juin 1905 (à 86 ans)).
- 12 septembre : Theodor Kullak, pianiste et compositeur polonais († 1er mars 1882).
- 15 octobre : Alexander Dreyschock, pianiste, pédagogue et compositeur tchèque († 1er avril 1869).
- 23 octobre : Michele Novaro, compositeur italien, auteur de la musique de l'hymne italien Fratelli d'Italia,  († 21 octobre 1885).
- 26 novembre : Louis Lacombe, pianiste et compositeur français († 30 septembre 1884).

Date indéterminée
- Nikolai Alexandrov, guitariste et compositeur russe († 1884).
- Émilie Mathieu, femme de lettres et compositrice de musique française († 1904).

## Décès

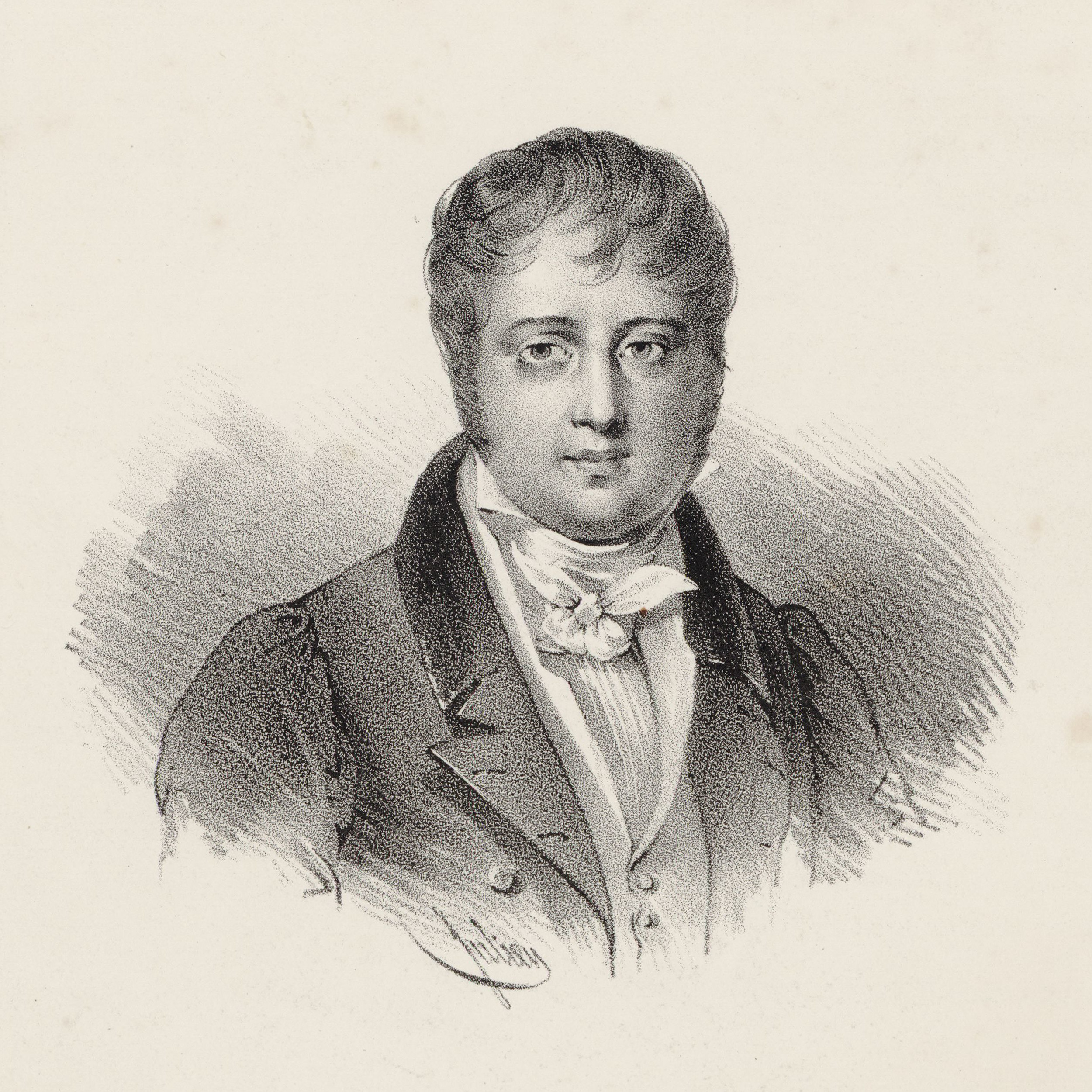
Nicolas Isouard

- 1er janvier : Fedele Fenaroli, compositeur italien (° 25 avril 1730).
- 1er février : Giuseppe Gazzaniga, compositeur italien (° 5 octobre 1743).
- 20 mars : Johann Nikolaus Forkel, organiste et historiographe allemand (° 22 février 1749).
- 23 mars : Nicolas Isouard, compositeur français (° 18 mai 1773).
- 11 avril : Carl Andreas Göpfert, clarinettiste et compositeur allemand (° 16 janvier 1768).
- 7 mai : Leopold Anton Kozeluch, compositeur tchèque (° 20 juin 1747).
- 18 mai : Maddalena Laura Sirmen, compositrice et violoniste italienne (° 9 décembre 1745).
- 25 août : Elizabeth Billington, cantatrice britannique (° 1769).
- 11 septembre : Jean-Paul-André Razins de Saint-Marc, dramaturge et librettiste français (° 29 novembre 1728).
- 31 décembre : Jean-Pierre Duport, violoncelliste français (° 27 novembre 1741).

Date indéterminée
- Étienne-Bernard-Joseph Barrière, violoniste et compositeur français (° 7 octobre 1748).
- Pierre Lahoussaye, violoniste, compositeur et chef d'orchestre français (° 12 avril 1735).
- Louis-Guillaume Pitra, auteur dramatique et librettiste français (° 1735).